# La Douve
Pour les articles homonymes, voir Douve.
La Douve est un sommet des Préalpes vaudoises, en Suisse, qui culmine à 2 169 m d'altitude. Elle forme avec la Coumatta (à l'ouest), les Salaires, le Biolet, la Brecaca et le Gummfluh (à l'est), une crête qui surplombe, au sud, la vallée de la Torneresse.